# Mončetundra

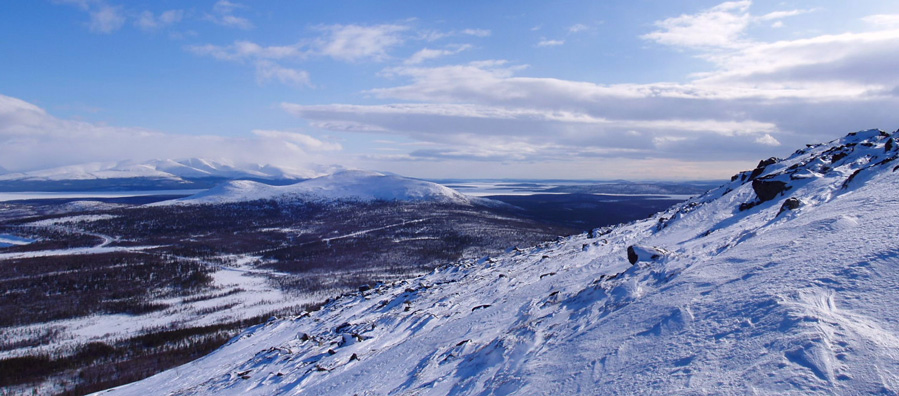

Mončetundra (rusky Мончетундра) je pohoří v Murmanské oblasti na poloostrově Kola v Rusku. Nachází se na západním břehu jezera Imandra. Táhne se z jihovýchodu na severozápad v délce 30 km. Nadmořská výška roste k severozápadu od 600 do 1 000 m
Pohoří je tvořeno intruzivními horninami, se kterými jsou svázána naleziště měďo-niklových sulfátových rud. Vrcholy jsou pokryté horským tundrovým porostem a rostroušenými kameny. Převážná část pohoří je součástí Laplandské rezervace. V podhůří je leží město Mončegorsk.